# 張承中
張承中（1972年11月1日—），臺灣律師、福爾摩沙台新夢想家董事長、陽光社會福利基金會常務董事、臺中太陽神榮譽領隊，
女子組合S.H.E成員任家萱（Selina）的前任丈夫，其父親是中國國民黨和新黨黨員及前立委張世良。
2015年9月，张承中宣布以无党籍身分参选台北松山信义区立委，11月26日宣布退出選舉。

## 家族
父亲张世良曾代表国民党和新党任三届立法委员。

## 學歷
- 台北市立成功高級中學。
- 應屆考上東海哲學，大二轉系法律系。
- 台灣大學法律學研究所碩士（公法組）。
- 美國西北大學法律研究所碩士（LL.M.）。
- 美國西北大學Kellogg商學院結業 (Certificate in Business Administration)。

## 經歷
- 考上律師資格後旋即開始世良法律事務所爾後結束經營申請美國西北大學法學院
- 返台後曾任理律法律事務所金融暨資本市場部律師。
- 旺旺律師。
- 寶成集團律師。
- 國寶人壽獨立董事。[8][9]
- 桃園璞園建築領隊。
- 八仙粉塵氣爆案捐贈專款管理委員會委員。
- 2014年7月31日高雄氣爆事故及2015年6月27日八仙火災事故發生後[10]，皆主動提供傷患法律諮詢。
- 福爾摩沙台新夢想家董事長

## 現任[11]
- 理慈國際科技法律事務所律師。
- 臺中太陽神榮譽領隊
- 陽光社會福利基金會常務董事。
- 影一製作所股份有限公司總經理
- 2013年至2015年的中華男子籃球隊領隊。
- 純粹做好事公益信託監察人。
- 中華民國籃球協會副秘書長。

## 個人生活
張承中在2007年與藝人任家萱（Selina）相識，2010年9月12日，兩人在親人見證下訂婚。兩人原訂於2011年4月1日舉行婚禮，但因Selina意外灼傷，延期至10月31日舉行，由總統馬英九證婚。
2016年3月4日，任家萱於Facebook個人粉絲團頁面上表示和張承中決定離婚。一分鐘後張承中也在自己Facebook貼文證實此事。

## 参选立委
2015年，国民党、民进党和亲民党都曾与张承中联系，希望他参加2016年立法委员选举。9月13日，张承中宣布以无党籍身分参选台北松山信义区立委
，民进党则与他达成合作共识，在该选区不提名候选人。

## 著作
- 2011年，《上蒼選了妳：全民女孩Selina的地獄90天》，張承中著，時周文化發行，ISBN 9789866217166
- 2012年，《投資台灣：陸資來台面面觀》（合著，台灣併購與私募股權協會）ISBN 9789868857704
- 2007年，《私募股權基金之市場發展現況、國外相關規範及可能引發之問題》（合著，行政院金融監督管理委員會證券期貨局95年度委託研究計畫）

## 外部連結
- 理慈國際科技法律事務所 -- 張承中
- （繁體中文）張承中的Facebook專頁